# 梅彭体育俱乐部
梅彭体育俱乐部是一家德国足球俱乐部，位于德国下萨克森州的梅彭，始建于1912年11月29日。 